# Курсон (Приморски Шарант)
Курсон (фр. Courçon) насеље је и општина у западној Француској у региону Поату-Шарант, у департману Приморски Шарант која припада префектури Rochelle.
По подацима из 2011. године у општини је живело 1681 становника, а густина насељености је износила 87,96 становника/km². Општина се простире на површини од 19,11 km². Налази се на средњој надморској висини од 25 метара (максималној 43 m, а минималној 1 m).

## Демографија
| 1962. | 1968. | 1975. | 1982. | 1990. | 1999. | 2011. |
| ----- | ----- | ----- | ----- | ----- | ----- | ----- |
| 945   | 946   | 956   | 991   | 990   | 1.097 | 1.681 |

График промене броја становника у току последњих година